# Vipólzovo (Bélgorod)
|  | Per a altres significats, vegeu «Vipólzovo». |

Vipólzovo - Выползово (rus) - és un poble de l'óblast de Bélgorod, a Rússia. El 2010 tenia 147 habitants. Pertany al districte (raion) de Stari Oskol.